# Passarel·la (telecomunicacions)

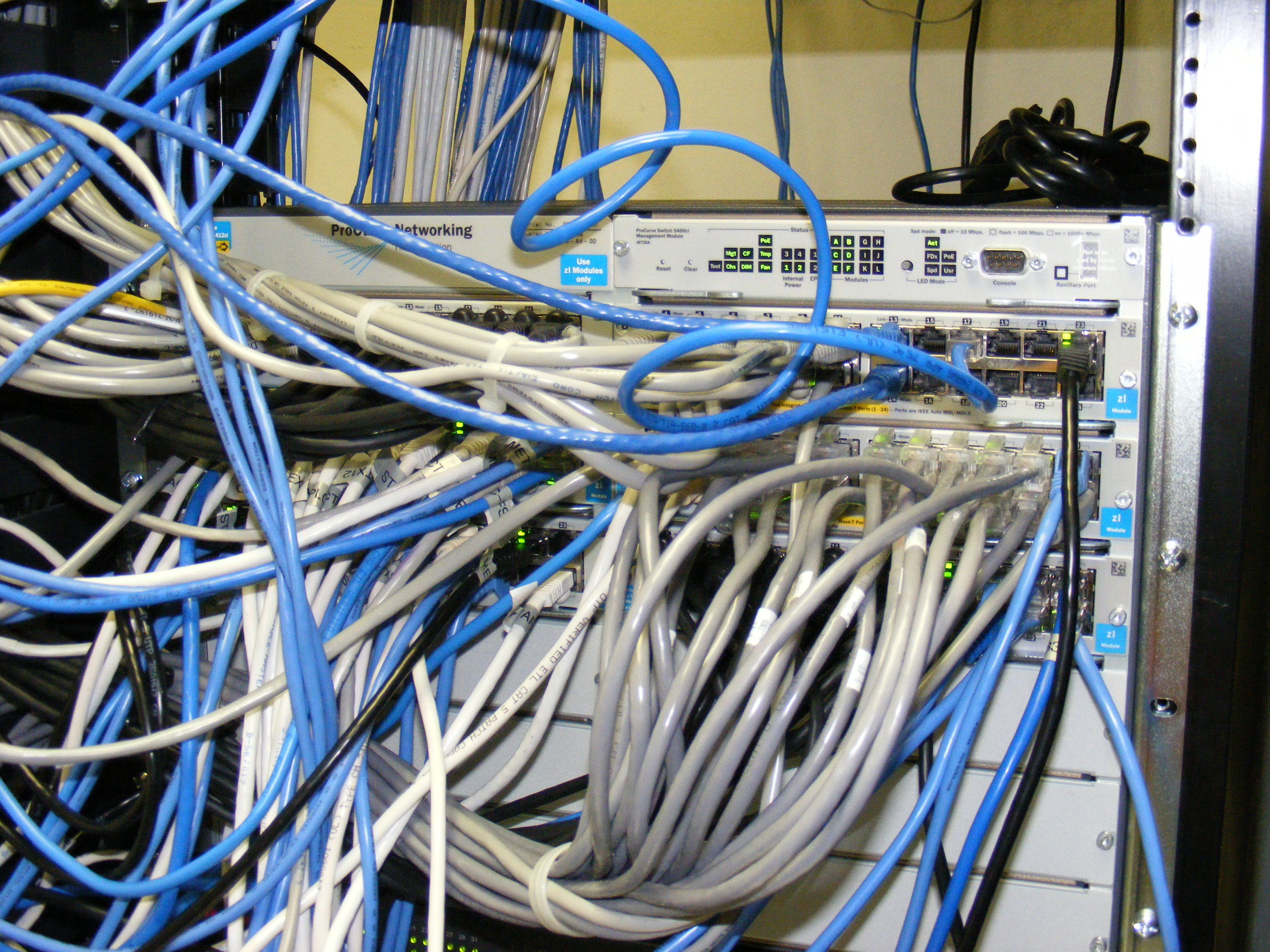
Fig.1 Exemple de Passarel·la de comunicacions

Una passarel·la (en anglès gateway) és un dispositiu que permet interconnectar xarxes que utilitzen arquitectures o protocols diferents, és una porta d'enllaç en una xarxa. Les passarel·les actuen en el nivell 4 (capa de transport) i superiors del model OSI. La majoria de les passarel·les s'implementen per programari.
Les passarel·les també s'anomenen convertidors de protocol i són més complexes que els encaminadors o els commutadors de xarxa.
Les passarel·les són una part molt important en la majoria d'Encaminadors, ja que interconnecten xarxes Ethernet amb xarxes Wi-Fi.

## Característiques

### Tipus
- Passarel·la residencial per a interconnectar internet (via ADSL, DSL, LTE, fibra òptica) a la xarxa local Ethernet interna.
- Ordinador que interconnecta les diferents xarxes d'una empresa.
- Passarel·la al núvol (cloud gateway) que connecta xarxes exteriors per a obtenir serveis com per exemple emmagatzemament de dades al núvol.
- Passarel·la a internet de les coses (IoT) per a interconnectar tota mena de dispositius entre ells i fer-los disponibles als usuaris.

### Funcionalitats internes
Resolen incompatibilitats com aquestes:
- Tipus de connexió: pot ocórrer que una xarxa utilitzi serveis orientats a la connexió i l'altra no.
- Grandària del missatge: la grandària dels missatges d'ambdues xarxes podia ser diferent, i el gateway haurà d'adaptar-los.
- Control d'errors: Una de les xarxes podia ser poc sensible als errors, o simplement mantenir-los durant massa temps.